# Cantó de Vichèi Sud
El cantó de Vichèi Sud és un cantó francès del departament de l'Alier, situat al districte de Vichèi. Compta amb part del municipi de Vichèi.

## Municipis
- Vichèi

## Història
| Data d'elecció                           | Identitat         | Partit                     | Qualitat |
| ---------------------------------------- | ----------------- | -------------------------- | -------- |
| 1973-2004                                | Georges Frelastre | Divers droite, després UDF |          |
| 2004-                                    | Christian Corne   | UMP                        |          |
| les dades anteriors no són pas conegudes |                   |                            |          |
|                                          |                   |                            |          |

## Demografia
| 1962 | 1968 | 1975 | 1982 | 1990   | 1999   | 2007   |
| ---- | ---- | ---- | ---- | ------ | ------ | ------ |
| -    | -    | -    | -    | 13.521 | 14.417 | 12.871 |